# Hüffenhardt
Hüffenhardt és un municipi alemany, pertanyent a l'estat federal de Baden-Württemberg. Està situat al sud-oest de la regió administrativa Neckar-Odenwald-Kreis, en un turó a pocs quilòmetres a l'oest del riu Neckar entre Odenwald i Kraichgau; a uns 30 km al sud-est de la ciutat de Heidelberg.

## Organització
El municipi està organitzat en dos nuclis de població: Hüffenhardt (amb 1.536 habitants, situada all sud) i la pedania de Kälbertshausen (amb 533 habitants situada a la zona nord).
Anteriorment Hüffenhardt formava part de l'antic municipi de Kälbertshausen, però es va segregar. El 31 de desembre del 1974, Hüffenhardt va incloure dins dels seus límits la granja Wüst Hausen, les cases i el poble abandonat de Hüttigsmühle Hofsteden.
Kälbertshausen era un antic llogaret, actualment inclòs en el terme municipal de Hüffenhardt, es troba en direcció Baden-Württemberg.

## Localització

Situació de Hüffenhardt dins la comarca Neckar-Odenwald-Kreis

### Geografia política
Hüffenhardt limita amb els següents municipis: al nord Obrigheim i Hochhausen, a l'est i Haßmersheim i Neckarmühlbach. Al sud, vorejant el districte de Heilbronn està Siegelbach i Bad Rappenauer, un districte de Wollenberg, i a l'oest està la ciutat de Bargen.

### Entorn natural
Hüfffenhardt compèn una àrea de 17,62 km², amb una elevació de 292m. Una part dels territoris municipals estan dins del parc natural Neckar-Odenwald (219-338 metres). La banda est està regada per les aigües del Neckar, mentre que a l'oest passa un rierol anomenat Wollenbach i tots dos conflueixen a la zona anomenada Wollenbachtal.

## Història

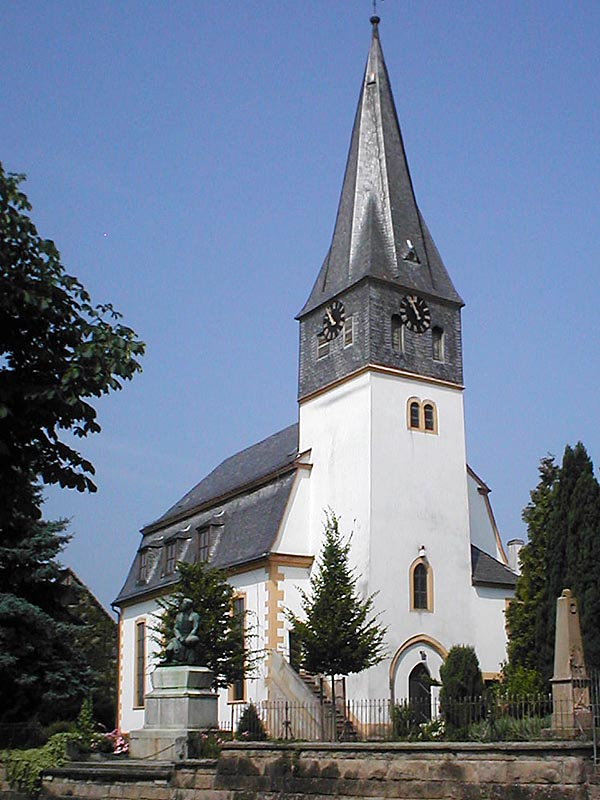
Església evangèlica del 1738

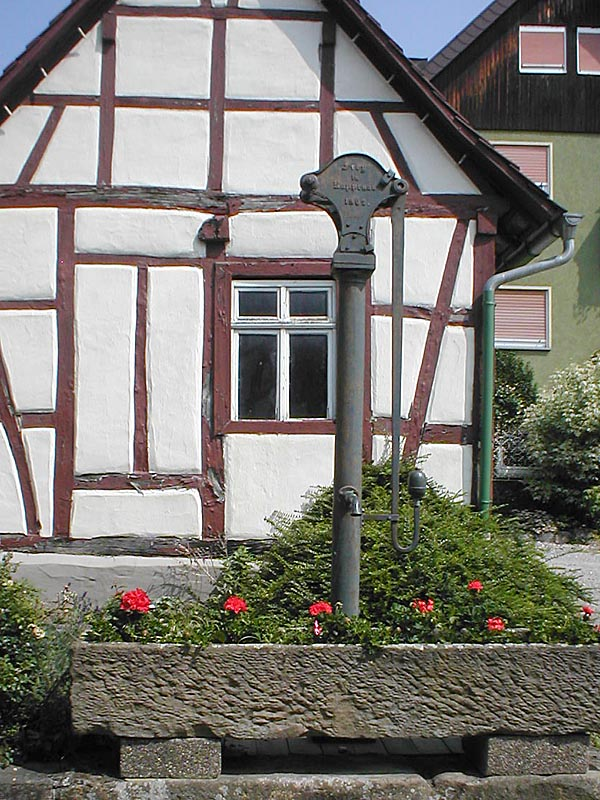
Font històrica Fachwerkschuppen

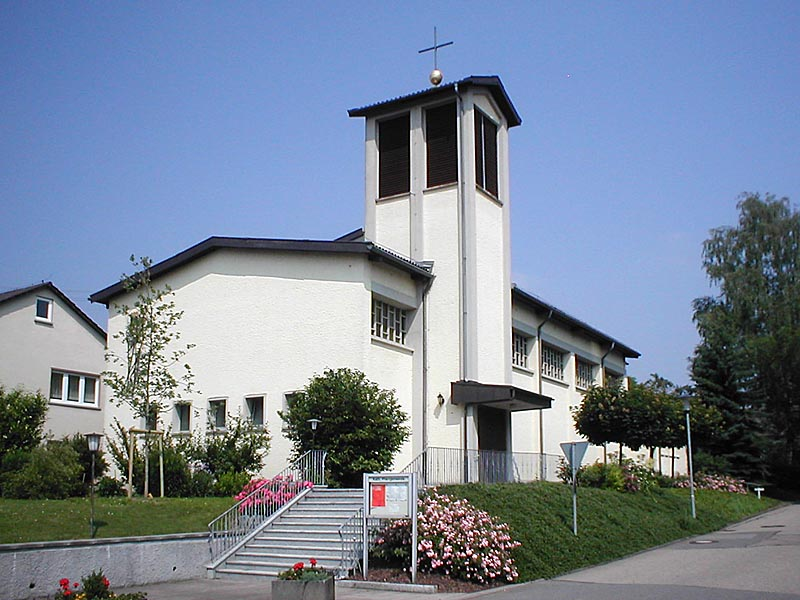
Església catòlica

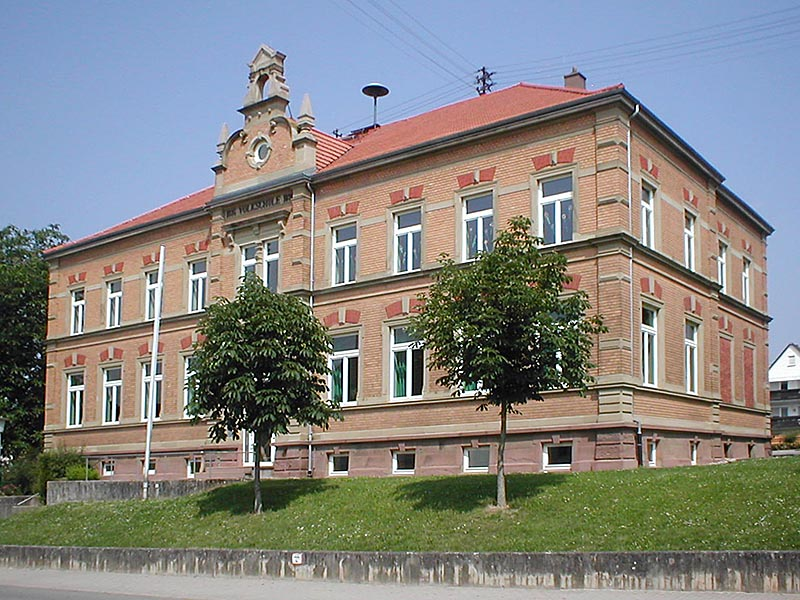
Escola de primària

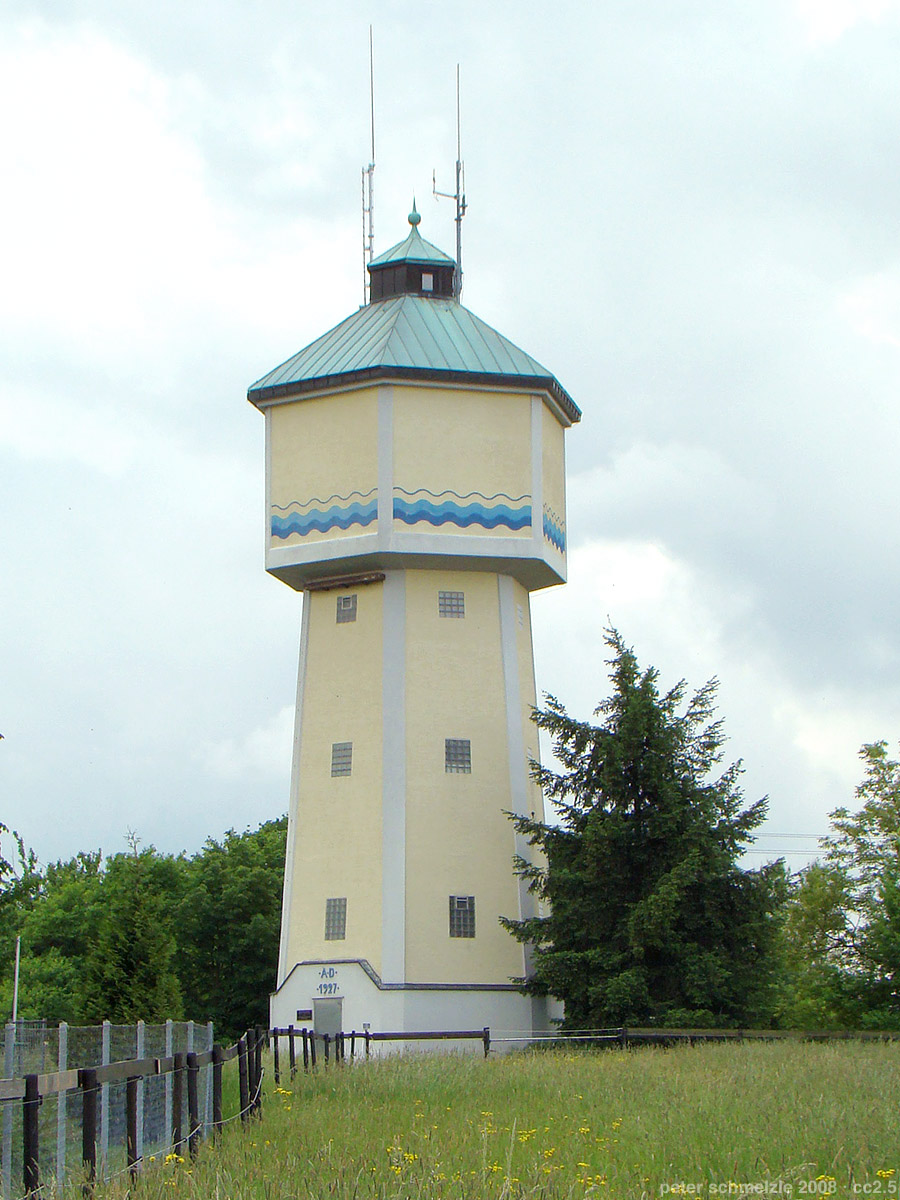
Torre de l'aigua

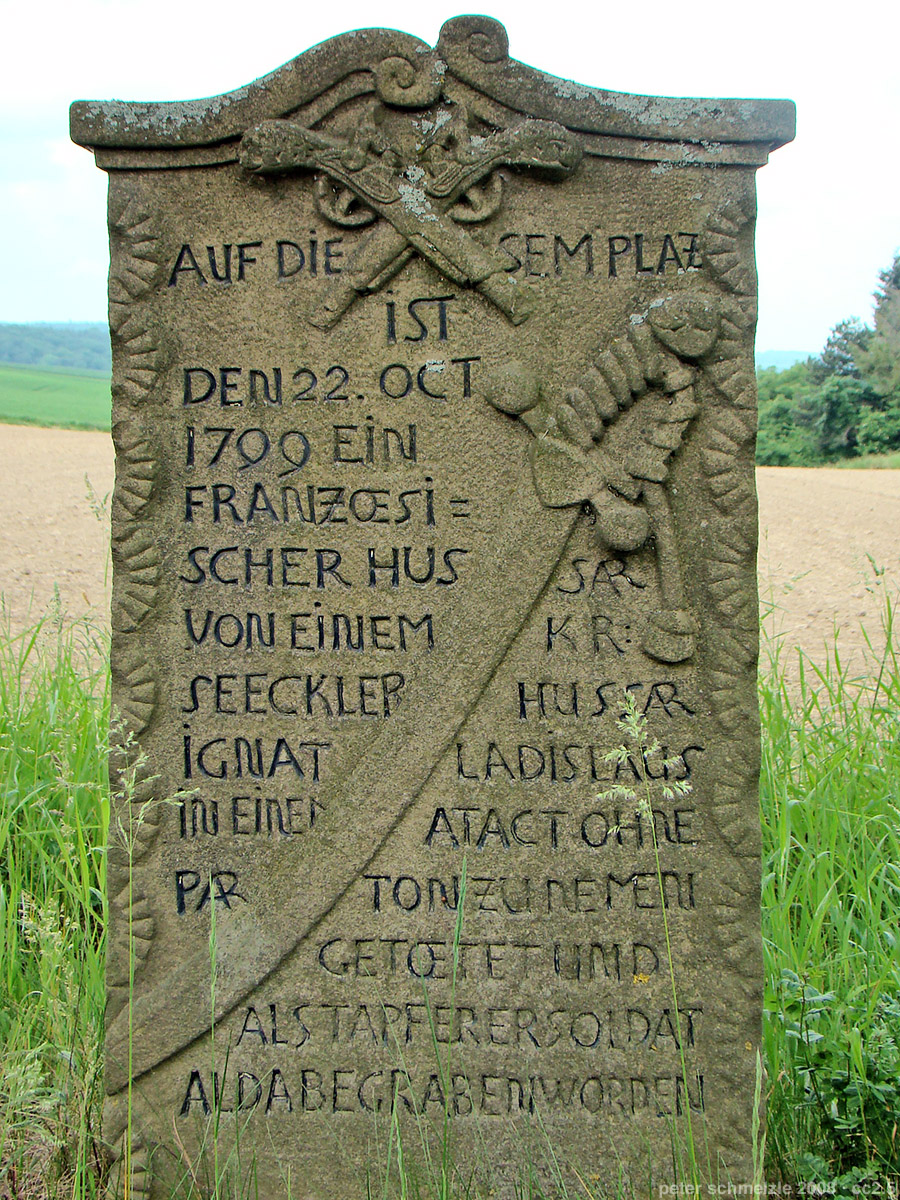
Pedra dels francesos

El 1844 es van trobar les primeres proves que demostren l'existència d'assentaments humans al Neolític: un llarg túmul del tercer mil·lenni abans de Crist. Els romans també van deixar la seva empremta. No obstant això, no s'ha pogut demostrar que en aquest indret hi hagués un assentament habitat amb continuïtat fins a l'actualitat. El municipi es va fundar probablement al segle X i va ser esmentat per primera vegada durant una donació de béns de Erchenbert de Rottingen l'any 1083 al monestir de Hirsau. El llibre de la donació del monestir Reichenbach im Schwarzwald diu que un tal Gut Hufelinhart va traspassar aquestes terres als monjos de Reichenbach el 1150.
A l'alta edat mitjana, va passar a formar part de la diòcesi de Worms, la qual va designar diversos senyors feudals per al seu govern i administració: fins al 1417 els senyors de Burg Guttenberg; entre 1417 i el 1449 els senyors de Weinsbergdes; i després els Senyors de Gemmingen. Els senyors de Gemmingen van ser els encarregats des del 1497 de presidir el tribunal de justicia de la regió, amb seu a Hüffenhardt. Ells van encomanar la construcció de l'església Ritterstiftskirche a Wimpfen i la Guttenberger Eucharius-capellania. El 1525 es va introduir la reforma Luterana, també pels senyors de Gemmingen.
Al voltant de l'any 1600 Hüffenhardt tenia aproximadament 400 habitants, però la posterior Guerra dels Trenta Anys va delmar la població, quedant només una sisena part a la segona meitat del segle xvii, per tant, la família Gemmingen va acceptar per solucionar-ho immigrants de tots els orígens, inclosos jueus. El 1806 Hüffenhardt va passar a ser un municipi independent dins del recentment creat Gran Ducat de Baden. Quan això es va dissoldre el 1864, Hüffenhardt va passar a dependre administrativament de l'oficina del districte Mosbach, i aií va continuar fins al 1938. El 1939 tenia 891 habitants i a finals del 1945 tenia 1.130. En el marc de la reforma administrativa del 1973 va passar a formar part de l'estat federal de Baden-Württemberg i a la comarca del Neckar-Odenwald-Kreis.

## Religió
Des dels temps de la reforma protestant, aquesta religió cristiana dominava gairebé amb exclusivitat la població de Hüffenhardt, però amb l'arribada de refugiats per la segona guerra mundial, la població de creients catòlics ha anat augmentant fins a arribar al 27% de l'actualitat. Hüffenhardt i Kälbertshausen depenen del bisbat de Siegelbach.

## Escut
L'escut està dividit: A la banda esquerra mostra la pica d'una llança, emblema que pertanyia als senyors de Gemmingen, la família que va governar el municipi des del 1449 fins al 1805; a la banda dreta mostra dos solcs de terra llaurada representats per dues bandes daurades sota un fons en blau que simbolitzen el caràcter agrícola de la localitat. Aquest segon emblema ja apareixia en els segells de la ciutat des del segle xviii.
Durant el temps que la localitat va pertànyer al Gran Ducat de Baden, l'escut va anar acompanyar de dos lleons i una corona. El 1904 va haver una proposta de fer l'escut amb un solc d'arada daurat sobre un fons vermell, però va ser rebutjat per l'Ajuntament de la localitat. L'escut d'armes actual va ser establert per la Direcció Provincial Arxius el 1960.

## Ciutats agermanades
Hüffenhardt està agermanada amb:
- Champvans, França, des del 19 d'abril del 1980
- Máriakálnok, Hongria, des del 28 de maig del 2005
- Kälbertshausen, Alemanya, des de l'1 de gener del 1975

## Edificis d'interès cultural
- L'església evangelista del 1738.
- El Monument als veterans de la guerra del 1870-1871
- El Monument als caiguts construït el 1927 per homenatjar els morts en el conflicte del 1914-1918. Després de la 2a guerra es va ampliar per incloure els noms dels morts des del 1939 fins a 1945.
- La font del davant de la plaça de l'església protestant.
- L'Església Catòlica és un modern edifici construït al segle xx.
- L'ajuntament és un edifici que data del 1559, amb un entramat de fusta exterior de l'arquitectura tradicional de la zona. Va ser restaurat el 1861 seguint el mateix estil. Al centre del poble hi ha altres edificis e la mateixa època que són residències particulars.
- La moderna font de la plaça de l'ajuntament amb la figura d'una nena.
- L'escola d'educació primària (Volksschule) data del 1896.
- La "pedra francesa", monument a la vora de la carretera que recorda els 1.799 sodats francesos morts aquí durant la guerra.
- En un turó als afores de la ciutat cap a Kälbertshausen hi ha una torre d'aigua molt visible.

## Persones de renom
- Karl Schramm, poeta, té una placa commemorativa per ser Hüffenshardt el seu lloc natal.
- Edgar John (1913-1996), pintor que va viure a la localitat des de 1943.

## Energia
A l'oest de Hüffenhardt l'empresa EnBW AG dirigeix una gran subestació d'energia elèctrica, que també inclou una torre d'acer de 116 metres que serveix de suport per antenes de ràdio.